# Маделунг, Эрвин
Эрвин Ма́делунг (нем. Erwin Madelung; 18 мая 1881, Бонн — 1 августа 1972, Франкфурт-на-Майне) — немецкий физик-теоретик. Сын хирурга Отто Вильгельма Маделунга.
Окончил Гёттингенский университет (доктор философии, 1905). В 1905—1912 работал там же в качестве приват-доцента. С 1919 — профессор Кильского, с 1920 — Мюнстерского университета; в 1920—1950 профессор Франкфуртского университета и директор Института теоретической физики.
Основные научные работы относятся к области физики твёрдого тела и математической физики. Установил связь между упругими константами кристалла и частотами колебаний его атомов. Открыл (1909) количественные соотношения между упругостью и собственной (оптической) частотой двухатомных кристаллов. Доказал (1910), что в узлах кристаллической решетки поваренной соли находятся ионы. Ввёл «постоянную Маделунга», характеризующую энергию электростатического взаимодействия в ионных кристаллических решётках. Предложил (1926) гидродинамическую трактовку квантовой механики («уравнение Маделунга») и правило n+l (1936).